# Psammodromus algirus
Psammodromus algirus är en ödleart som beskrevs av Carl von Linné 1758. Psammodromus algirus ingår i släktet sandlöpare och familjen lacertider. IUCN kategoriserar arten globalt som livskraftig.
Arten förekommer kring Medelhavet i Algeriet, Marocko, Tunisien, Spanien och Italien. Den vistas i låglandet och i bergstrakter upp till 2600 meter över havet. Habitatet utgörs av landskap som domineras av buskar, av öppna skogar, av sanddyner samt av odlade områden.

## Underarter
Arten delas in i följande underarter:
- P. a. algirus
- P. a. doriae
- P. a. nollii
- P. a. ketamensis